# Sarıkavak, İskilip
Sarıkavak là một xã thuộc huyện İskilip, tỉnh Çorum, Thổ Nhĩ Kỳ. Dân số thời điểm năm 2010 là 24 người.